# Toni Seven
Toni Seven, pseudonimo di June Elizabeth Millarde (New York City, 6 luglio 1922 – Gaithersburg, 21 maggio 1991), è stata un'attrice e modella statunitense.

## Biografia
June Elizabeth Millarde era figlia del regista Harry F. Millarde e dell'attrice Helen Elizabeth Lawson, più nota come June Caprice. Suo padre morì nel 1931, la madre nel 1936, così che la quattordicenne June crebbe a Long Island con i nonni materni, Peter e Anna Lawson, entrambi di origini norvegesi. Erede della considerevole fortuna lasciatale dai genitori, June cercò di seguire le orme della madre, studiando recitazione e poi trasferendosi a Hollywood.
Grazie al suo nome e alle antiche amicizie dei suoi genitori, June Millarde ottenne un contratto con la Warner Bros. e iniziò la sua carriera cinematografica, peraltro breve e poco significativa. Ebbe infatti piccoli ruoli in soli cinque film, a partire dalla commedia del 1942 Maschere di lusso con Norma Shearer e Melvyn Douglas, e finendo nel 1944 con L'ottava meraviglia, con Cary Grant e Janet Blair, diretto da Alexander Hall, un ex-attore che nel film Miss U.S.A., del 1917, fu diretto da Harry Millarde e recitò con June Caprice.
Lasciato il cinema, June affidò la sua immagine all'agente pubblicitario Russell Birdwell che trovò per lei il nome Toni Seven e la rese molto popolare come pin-up negli Stati Uniti e tra le truppe combattenti. Nel maggio del 1946 le sue gambe furono scelte dalla Society of Photographic Illustrators nella virtuale composizione di un modello di donna perfetta che avesse la bocca di Miriam Hopkins, il seno di Paulette Goddard e il fondo schiena di Betty Grable. 
Dal 1948 al 1953 ebbe una relazione con il senatore democratico Warren Magnuson, noto per i suoi molteplici legami con belle donne, anche attrici quali Carole Parker e Austine McDonnell, e si parlò di un loro possibile matrimonio, dopo che ella aveva rinunciato anche alla carriera di modella. Non se ne fece nulla e nel 1959 June sposò Eric Stanley (1915-1998) e visse con lui a Gaithersburg, nel Maryland, fino alla morte avvenuta nel 1992. I suoi resti sono tumulati in California, nel Forest Lawn Memorial Park di Glendale, dove sono sepolti anche i suoi genitori.

## Filmografia
- Maschere di lusso (1942)
- Ribalta di gloria (1942)
- Wings for the Eagle (1942)
- Cinque maniere di amare (1944)
- L'ottava meraviglia (1944)